# سم گلگر (زاده ۱۹۹۱)
سم گلگر (انگلیسی: Sam Gallagher؛ زادهٔ ۵ مهٔ ۱۹۹۱) بازیکن فوتبال اهل استرالیا است.
از باشگاه‌هایی که در آن بازی کرده‌است می‌توان به باشگاه فوتبال هانوی، باشگاه فوتبال سنترال کوئست مارینرز، باشگاه فوتبال ملبورن ویکتوری و باشگاه فوتبال نیوکاسل یونایتد جتس اشاره کرد.
وی همچنین در تیم‌های ملی فوتبال زیر ۲۰ سال استرالیا و زیر ۲۳ سال استرالیا بازی کرده‌است.